# إريك بيان
إريك بيان (10 سبتمبر 1963 في ألينكون) (بالفرنسية: Éric Péan)‏ لاعب كرة قدم فرنسي معتزل كان يجيد اللعب في خط الدفاع .

## وصلات خارجية
- إريك بيان على موقع قاعدة بيانات كرة القدم.إي يو (الإنجليزية)